# François Auque
 (avril 2009).
Pour les articles homonymes, voir Auque.
François Auque, né le 1er juillet 1956 à Mazamet dans le Tarn, est un dirigeant d’entreprise français. Diplômé d’HEC, de Sciences Po Paris et de l’ENA, il a commencé sa carrière à la Cour des Comptes avant d’intégrer le secteur bancaire. À partir de juin 1991, il rejoint l’industrie chez Aerospatiale puis le groupe EADS. Après avoir été Président d'EADS Astrium, devenu une branche d'Airbus Defence & Space, filiale "Espace" d'Airbus Group, il prend la tête du fonds de capital-risque Airbus Ventures en 2016. 

## Biographie

### Jeunesse et études
En 1978, il est diplômé de l'École des Hautes Études Commerciales et de l'Institut d'études politiques de Paris ce qui lui permet de rejoindre l'École nationale d'administration dont il est diplômé en 1983. 
Il est l'époux de Stéphane Pallez, directrice présidente générale de la Française des jeux.

### Parcours professionnel
En 1980, il est aspirant officier à Berlin au 11e régiment de chasseurs et en 1983, auditeur puis Conseiller référendaire à la Cour des Comptes qui lui permet en 1987 de devenir membre de l'"United Nations Board of Auditors". 
En 1988, il est nommé directeur financier de la Banque La Henin (Groupe Suez), avant devenir directeur des Affaires Financières et du Développement International de Credisuez (Groupe Suez) en 1991. En juin de la même année, il entre chez Aerospatiale en tant que directeur des Affaires Économiques et Financières puis devient directeur Général Adjoint, chargé des Affaires Financières et de la Stratégie d'Aerospatiale en juin 1998, et finalement directeur Financier et du Contrôle de Gestion et Directeur Délégué, chargé des Satellites d'Aerospatiale Matra en juin 1999. 
C'est en décembre 1999 qu'il rejoint le Directoire d’Aerospatiale Matra avant de devenir en janvier 2000, directeur Financier et du Contrôle de Gestion d’Aerospatiale Matra et Directeur Délégué aux Affaires Spatiales d’Aerospatiale Matra. En juillet 2000, il rejoint le Comité Exécutif d'EADS et devient directeur Général de la Division des Systèmes Spatiaux de EADS, puis devient résident directeur Général de EADS SPACE en juin 2003. C'est en juillet 2006 qu'il devient Président d'Astrium. 
En mars 2016, après 16 années à la tête de Space Systems, Airbus annonce le départ de François Auque, remplacé par Nicolas Chamussy. François Auque prend la présidence du comité des investissements d'Airbus Ventures en 2017, fonds de capital-risque d'Airbus, doté de 150 millions d'euros.
Il est membre du Comité Exécutif de Airbus Defence & Space, ainsi que du conseil d’administration et du bureau du GIFAS France, ainsi que de la Bordeaux École de Management.

## Affaire EADS
Il vend 10 000 titres avec une plus-value de 114 000 euros dans le cadre de l'affaire EADS. Le 28 juillet 2009, au terme de son enquête, le rapporteur de la commission des sanctions de l'AMF met hors de cause François Auque, président d'Astrium; les protagonistes échappent au procès pénal.

## Décorations et distinctions
- Officier de la Légion d'honneur (2014)[7]
- Chevalier de l'ordre national du Mérite
- Ordre de l'Amitié (fédération de Russie)